# Fraternitas Arctica

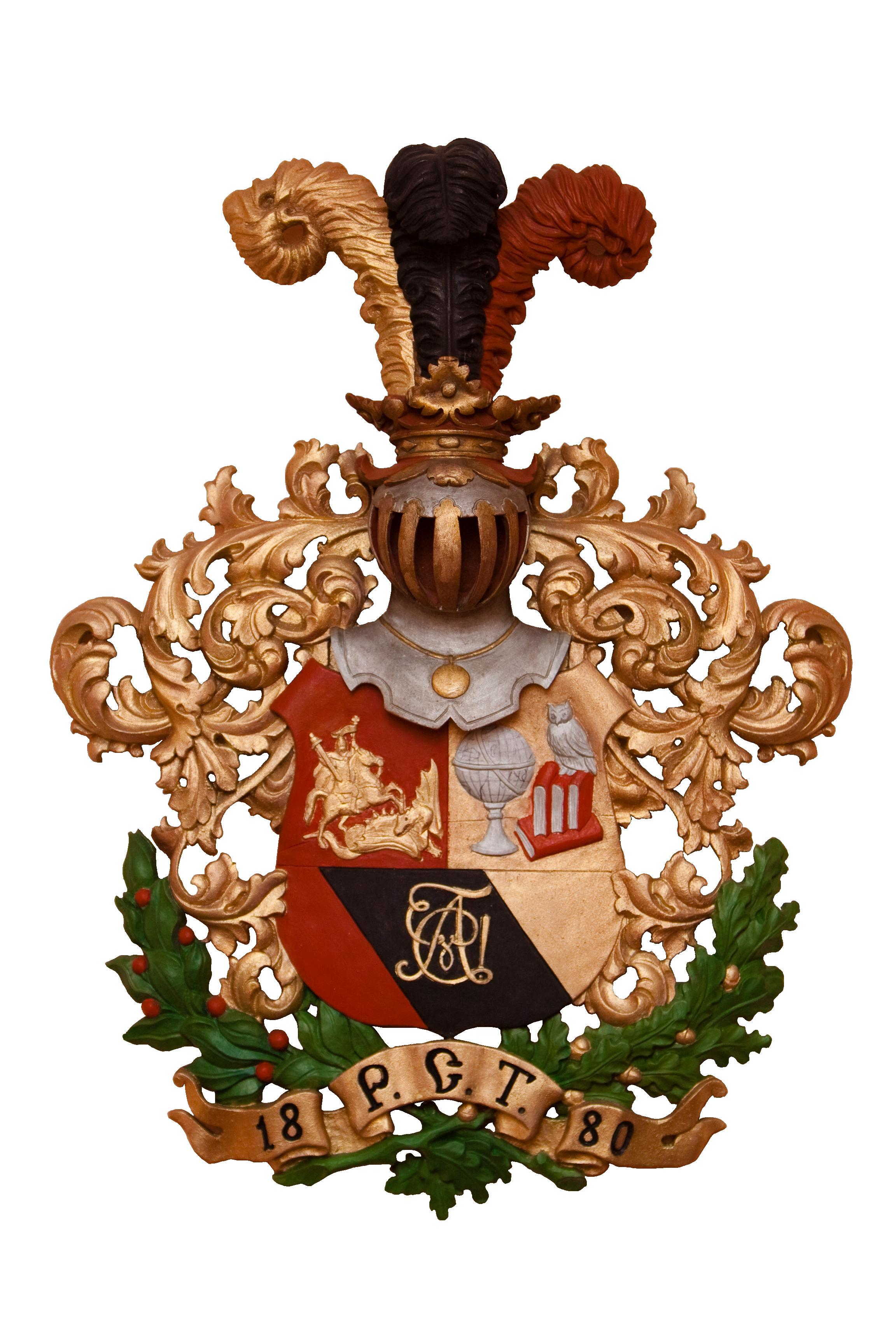
Герб корпорации Fraternitas Arctica

Fraternitas Arctica — русская студенческая корпорация, созданная в городе Рига и действующая до сих пор в Латвии.

## История
Fraternitas Arctica (лат. Арктическое братство) была основана 21 октября 1880 года в Риге студентами «Балтийского Политехникума в Риге», на тот момент частной высшей технической школы. Большая часть основателей ранее находилась в составе недавно закрытой студенческой корпорации Borysthenia (от греческого названия реки Днепр — Борисфен), которая объединяла как немцев из внутренних губерний, в первую очередь южных, так и русских, а также представителей других национальностей.

## Символика
Так как все студенческие корпорации Балтийской традиции используют в качестве символики триколор, то основатели Fraternitas Arctica выбрали в качестве своих цветов золотой-серый-красный. В качестве девиза была выбрана фраза Τά τον φιλον κοιηον (греч. У друзей всё общее). Однако такие цвета были зарегистрированы у другой студенческой корпорации в Германии и Fraternitas Arctica изменила их на золотой-черный-красный (золото символизирует совесть и честь, черный – силу духа и постоянство, красный – дружбу и братскую любовь), а девиз на P.C.T. (Рцы Слово Твёрдо), что является сочетанием букв старославянского алфавита, означающее «Будь верен своему слову».

## Основание

Символика корпорации "Fraternitas Arctica"

Так как в Риге студенческая корпорация должна была получить официальное признание со стороны объединения всех, на тот момент уже признанных, корпораций — Chargierten Convent, то есть Конвента шаржированных (Собрания выборных), сокращенно C!C!, то Fraternitas Arctica подала соответствующее заявление, которое было удовлетворено уже 6 ноября 1880 года (по старому стилю). 7 ноября того же года Конвент (лат. Conventus — собрание; сообщество полноправных членов корпорации) Fraternitas Arctica получил сообщение сениора (председателя) С!С! о принятии, и именно этот день корпорация считает днем своего основания.
После принятия Конвент решил вопрос о вышивках на декеле (студенческой фуражке), посередине верхней стороны которого находится вышитый золотом циркель (шифр) корпорации с восклицательным знаком, состоящий из одиннадцати золотых точек, символизирующих месяц основания (ноябрь). Вокруг циркеля вышиты семь переплетений, соединённых непрерывной линией, символизируя день (7) основания. Цвета декеля отличаются от цветов триколора своим порядком — на декеле порядок цветов чёрный-золотой-красный.
В первый президиум выбрали следующих должностных лиц: сениор — Давид Давидович Рихтер, вице-сениор — Виктор Брокмиллер, секретарь — Иван Орестович Евецкий, ольдерман (воспитатель молодого поколения, хранитель традиций и знаменосец) — Карл Бернгардович Кох. Новая корпорация, в списках которой, кроме русских, есть и представители других народов, становится на сторону первых латышских буршей, которые тогда боролись за право открыто носить свои цвета. Fraternitas Arctica вместе с польскими корпорациями Arconia и Veletia голосовала за признание и принятие в Рижский C!C! латышской корпорации Selonia, основанной в том же 1880 году, но принятой в C!C! только через 17 лет.
До Первой мировой войны (по состоянию на август 1914 года) в корпорации насчитывалось 455 членов.

## Первая мировая война
Во время Первой мировой войны, в 1915 году, Рижский Политехнический институт (так с 1896 года стал называться Рижский Политехникум), в связи с приблизившейся линией фронта, был переведен сначала в Юрьев (ныне город Тарту, Эстония), а потом в Москву. Туда переехала и Fraternitas Arctica, официально действовавшая там до окончания весеннего семестра 1916 года. В это время жизнь корпорации не была активна, потому что многие её члены были призваны в армию. В начале революции корпорация прекратила свою деятельность. За время войны и революции Fraternitas Arctica потеряла много своих членов. Когда в декабре 1921 года в Риге основали общество филистров (неактивных корпорантов, закончивших своё обучение), оказалось, что из 455 арктов удалось установить связь лишь с 55 членами.

## Период после Первой мировой войны
8 февраля 1922 года корпорация в составе трёх коммильтонов (активные полноправные члены корпорации) и одного фукса (новичок, неполноправный член корпорации) возобновила свою деятельность при Латвийском Университете, 31 декабря того же года Fraternitas Arctica была принята в Президиум Конвентов (сокращенно P!K!, объединение всех студенческих корпораций Риги, пришедшее на смену C!C!). В осеннем семестре 1922 года корпорация приняла 26 фуксов (самый большой набор молодых членов в истории корпорации после Первой мировой войны).
Fraternitas Arctica руководила деятельностью (президировала) в Президиуме Конвентов в осеннем семестре 1924 года, второй раз — в весеннем семестре 1933 года.
В 1931 году корпорация обзавелась собственным зданием на ул. Маза Смилшу 8, купленным на имя членов корпорации Ивана Георгиевича Лассмана, Эрнеста Александровича Эйсте (Эйхе) и Михаила Вячеславовича Яковлева за 35 тысяч латов. Проект перестройки небольшого жилого здания разработал синодальный архитектор Латвийской Православной церкви и член Fraternitas Arctica Владимир Максимович Шервинский. Он перестроил фасады в формах барокко XVIII века, в подвале были оборудованы кладовая, котельная и склад угля, а также туалет и ванная. На первом этаже открыли лавку и помещение общества филистров, на втором — просторный Конвентский зал и столовую, на третьем — библиотеку.
В мае 1940 года число арктов достигло 180. За свою историю Fraternitas Arctica заключила картели (договора о дружбе и решении дел чести) с русской студенческой корпорацией Neo-Ruthenia (Санкт-Петербург), эстонской студенческой корпорацией Vironia, русскими студенческими корпорациями Fraternitas Slavia и Fraternitas Ruthenia (Тарту); Fraternitas Slavia, Fraternitas Ergonia, Boeteia (Таллин); Fraternitas Slavia (Прага). Из всех картельных корпораций ныне существует и успешно действует в Таллине, Тарту и Торонто эстонская корпорация Vironia.

## Период Второй мировой войны и после неё
В 1940 году корпорация была закрыта советскими властями. Деятельность корпорации была возобновлена в Германии после Второй мировой войны. Когда выезд беженцев из Латвии за океан увеличился, в 1950-х годах, глобальный Конвент Fraternitas Arctica был перенесен в США, где на тот момент уже действовало Объединение латвийских корпораций — Latvijas korporāciju apvienība (L!K!A!). С января 1988 года местонахождением глобального Конвента корпорации была Канада. В Латвии же деятельность Fraternitas Arctica продолжалась в подполье, хотя и в гораздо меньших масштабах. Тем не менее, регулярно проходили собрания корпорантов, принимались новые члены — фуксы, и даже самиздатом был выпущен песенник.

## После восстановления независимости Латвии
19 мая 1990 года группа старых членов на собрании в историческом здании корпорации по адресу: Рига, улица Маза Смилшу, д. 8, приняла решение о восстановлении деятельности корпорации в Латвии, на основании имеющихся уставов, уже как официально зарегистрированной организации.
Деятельность Fraternitas Arctica в Латвии восстановили следующие филистры:
- Алексей Евгеньевич Догадкин (mech. et arch., в корпорацию принят в Риге, в осеннем семестре 1924 г.);
- Александр Робертович Путниньш (rer. nat.,в корпорацию принят в Риге, в осеннем семестре 1932 г.);
- Андрей Георгиевич Титов[3] (ing., в корпорацию принят в Риге, в весеннем семестре 1934 г.);
- Кирилл Владимирович Молчанов (ing., в корпорацию принят в Риге, в весеннем семестре 1934 г.);
- Борис Михайлович Кривошапкин (ing., в корпорацию принят в Риге, в осеннем семестре 1934 г.);
- Владимир Николаевич Шелегов[4] (arch. et art., в корпорацию принят в Риге, в осеннем семестре 1934 г.);
- Виктор Карповский (agr., в корпорацию принят в Риге, в осеннем семестре 1937 г.);
- Леонид Александрович Осипов[5] (chem., в корпорацию принят в Риге, в осеннем семестре 1938 г.);
- Виктор Николаевич Путнев (mech., в корпорацию принят в Риге, в весеннем семестре 1939 г.);
- Эйженс Герхардович Упманис (arch., в корпорацию принят в Риге, в осеннем семестре 1980 г.).

В первый, после восстановления корпорации, президиум были выбраны следующие аркты: сениор — Леонид Осипов, вице-сениор — Александр Путниньш, секретарь — Эйженс Упманис, ольдерман — Борис Кривошапкин (он же был последним ольдерманом Fraternitas Arctica перед закрытием корпорации летом 1940 г.).
После восстановления Fraternitas Arctica имматрикулировалась при Рижском Техническом университете. С этого момента Fraternitas Arctica продолжает свою деятельность в полном объёме, в том числе и в P!K!, в котором председательствовала в осеннем семестре 2011 года, а также в 2021/2022 учебном году. В настоящий момент деятельность Fraternitas Arctica распространилась и на город Тарту, где в Тартуском университете была принята группа фуксов, которые с помощью картельной корпорации Vironia приобрели необходимые знания и переняли бурсацкие традиции. Деятельность корпорации за пределами Латвии прекратилась в 1991 году, так как новые члены за рубежом почти не принимались.

## Дополнительно
Известными членами Fraternitas Arctica являлись:
- политик Сергей Иванович Гриневич (agr., в корпорацию принят в Риге, в осеннем семестре 1882 г.);
- публицист Василий Андреевич Задонский (agr., в корпорацию пинят в Риге, в осеннем семестре 1882 г.);
- химик, профессор Стефан Георгиевич Шиманский (chem., в корпорацию принят в Риге, в осеннем семестре 1887 г.);
- инженер и предприниматель Николай Александрович Федорицкий (ing., в корпорацию принят в Риге, в осеннем семестре 1889 г.);
- художник-скульптор барон Константин Константинович Рауш фон Траубенберг (agr., в корпорацию принят в Риге, в весеннем семестре 1892 г.);
- писатель Михаил Михайлович Пришвин (chem. в корпорацию принят в Риге, в осеннем семестре 1893 г.);
- архитектор Александр Леонтьевич Красносельский (arch. в корпорацию принят в Риге, в осеннем семестре 1895 г.);
- вице-губернатор Санкт-Петербурга граф Мстислав Николаевич Толстой (chem., в корпорацию принят в Риге, в весеннем семестре 1903 г.);
- художник Николай Петрович Богданов-Бельский (art., принят почетным филистром в Риге 17 ноября 1933 г.);
- юрист и писатель Василий Иванович Синайский (iur., принят почетным филистром в Риге 17 декабря 1935 г.)

и многие другие научные, военные и политические деятели, а также деятели искусства.